# Велике Сокольниково
Велике Сокольниково (рос. Большое Сокольниково) — присілок в Красноборському районі Архангельської області Російської Федерації.
Населення становить 0 осіб. Входить до складу муніципального утворення Бєлослудське сільське поселення.

## Історія
Від 2004 року входить до складу муніципального утворення Бєлослудське сільське поселення.

## Населення
| 2002 | 2010 |
| ---- | ---- |
| 11   | ↘0   |